# Gestor de composición de ventanas

Esquema de las capas de la interfaz gráfica de usuario

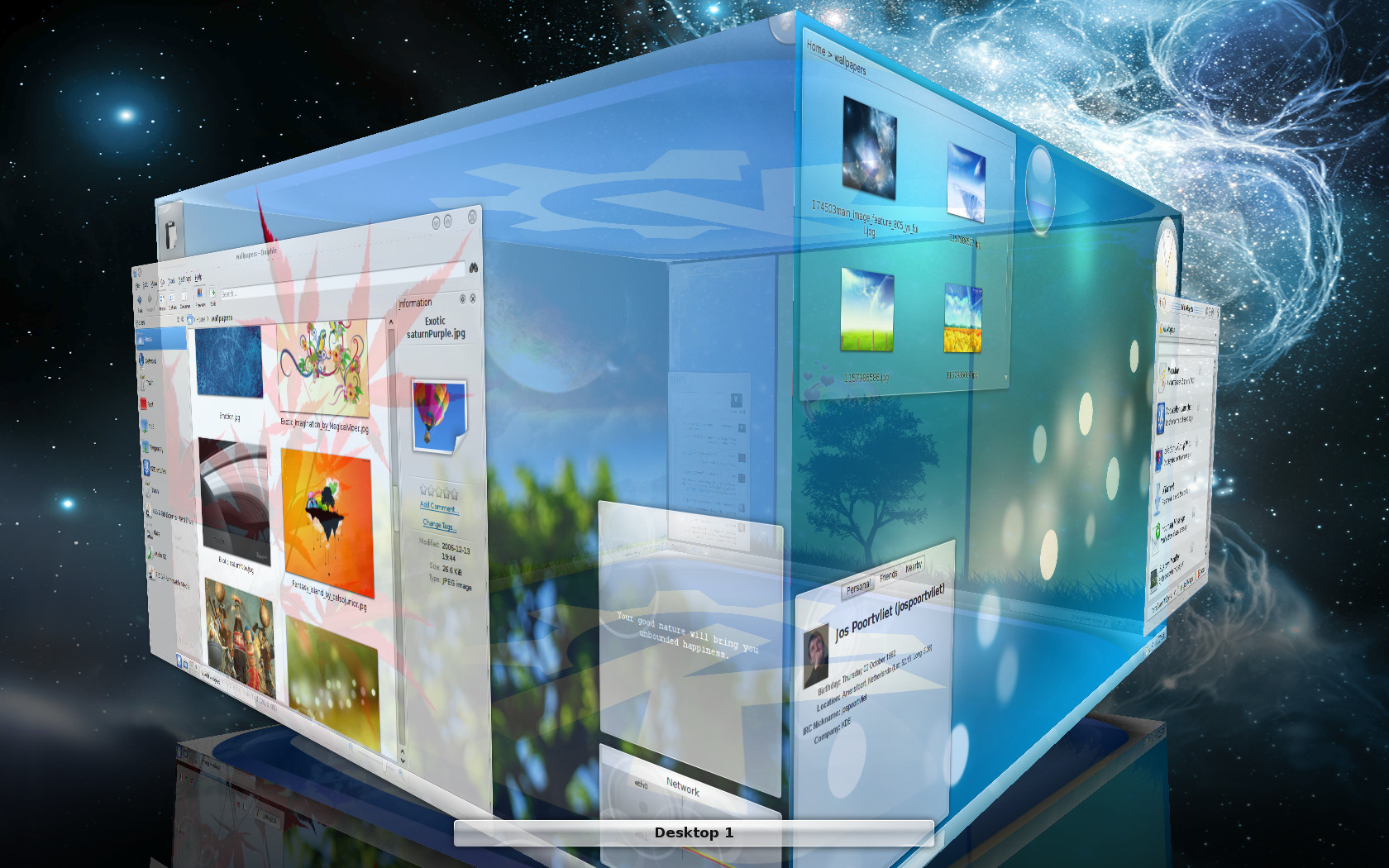
KWin mostrando el efecto de cubo de escritorio.

Un Gestor de composición de ventanas es un tipo de gestor de ventanas. Un gestor de composición es un componente de la interfaz gráfica de una computadora que dibuja las ventanas o sus bordes. Este también controla cómo éstas son mostradas y cómo interactúan con otras ventanas y el resto del entorno del escritorio. La principal diferencia entre un gestor de composición y un gestor de ventanas estándar es que en lugar de mostrar directamente la salida en una pantalla común, esta primero procesa la salida en un buffer separado e independiente, o en una localización temporal dentro del computador, donde esta puede ser manipulada antes de ser mostrada.
La salida desde estos buffer aislados luego es procesada y combinada por el gestor de ventanas, o compuesta en un escritorio común. El resultado es que los programas ahora se comportan como objetos independientes 2d o 3d. La composición permite efectos visuales avanzados, como la transparencia, degradado (fading), escalamiento, duplicación, fusionado (bending) y girado (contorting), mezclado (shuffling), y redirección de aplicaciones. La incorporación de una tercera dimensión virtual permite nuevas características como sombreados reales detrás de las ventanas, la apariencia de distancia y profundidad, versiones en miniatura de las ventanas en tiempo real y animaciones complejas, esto solo por nombrar algunas.
Los gestores de ventanas más usados comúnmente son el Desktop Window Manager, Quartz Compositor, Compiz, KWin y Mutter.

## Historia
El 24 de marzo de 2001, Mac OS X v10.0 fue el primer sistema operativo en incorporar un gestor de composición y efectos, gracias a Quartz. Sin embargo no era composición acelerado mediante hardware. El 13 de agosto de 2002 con el lanzamiento de Mac OS X v10.2 y Quartz Extreme, el trabajo de composición podría ser trasladado a la tarjeta de vídeo (para algunos tipos de tarjeta), donde tomó ventaja del hardware de las capacidades de dibujo.
La composición bajo el sistema X Window System requería un rediseño, que tuvo lugar poco a poco y lentamente abrió muchas nuevas posibilidades. Metacity 2.8.4, uno de los primeros gestor de composición de ventanas se liberó en agosto de 2004. El primer ampliamente publicitado administrador de ventanas para X11 era xfwm, que forma parte del entorno de escritorio Xfce, y fue lanzado en enero de 2005.  En enero del 2006, Compiz fue lanzado y añadió soporte para composición 3D totalmente acelerado para la plataforma Linux. Desde enero de 2008 KWin de KDE también soporta composición.
Un gestor de composición de ventanas para Microsoft Windows con nombre en clave «Longhorn», se mostró por primera vez en el WinHEC 2003, incluyendo efectos al «estilo Compiz». Este proyecto fue retrasado en varias ocasiones, por lo que no recibió las capacidades de composición hasta que Windows Vista fue liberado en enero de 2007.
En abril de 2011, con el lanzamiento de GNOME 3, Metacity fue reemplazado por Mutter, que hace uso de la biblioteca Clutter.

## Lista de gestores de composición de ventanas
- Compiz
- Xfwm
- Kwin
- Metacity
- xcompmgr
- Ecomorph
- Compton
- Picom